# Frédérique Constant
Frédérique Constant (рус. Фредерик Констант) — швейцарский производитель часов класса «люкс».

## История
Компания Frederique Constant была основана в 1988 году в г. Женеве супругами Аллетой и Питером Стэс. Данный производитель осуществляет полную производственную цепочку, от собственного оригинального дизайна до производства всех деталей и сборки хронометров. По состоянию на 2019 год корпорация произвела и продала более 610.000 часов.
Название этой часовой мануфактуры — Frederique Constant — образовано слиянием двух мужских имен: Frederique Schreiner (1881-1969) и Constant Stas (1880-1967).
В настоящий момент должность управляющего директора швейцарской компании Frederique Constant занимает Питер Стэс, потомок в четвёртом поколении Константа Стэса, который в 1904 году основал компанию по производству печатных циферблатов для часовой индустрии.